# Глубокая глотка (секс)
Глубо́кая Гло́тка (англ. Deep Throat) — это вариант минета, когда эрегированный половой член вводится глубоко в рот и в горло принимающего партнёра на всю длину члена. Принимающий партнёр осуществляет фрикции, когда половой член пассивно стимулируется не только языком и губами, как в обычном минете, но и глоткой.
Сексологи подчёркивают отличие этой формы орального секса от близкой ему иррумации, когда фрикции выполняет сам мужчина путём активных толчковых движений полового члена в ротовую полость и глотку принимающего партнёра.
Так же как при фелляции, иррумацию выполняют для вызывания оргазма у мужчины и достижения им семяизвержения. Это может применяться как подготовка к вагинальной или анальной формам сношения. Однако, если сравнивать иррумацию с менее агрессивной фелляцией, принимающий партнёр может испытывать определённые трудности при вводе пениса в ротовую полость и глотку, вызванные, например, появлением непроизвольных рвотных рефлексов и затруднением дыхания.
При «глубокой глотке» принимающий партнёр сам регулирует глубину проникновения полового члена и может прекратить его стимуляцию при возникновении непроизвольного рвотного рефлекса, при недостатке воздуха или при усталости. Чтобы у принимающего партнёра не возникло дискомфорта при оральном сексе такого рода, рекомендуется поза со свешенной назад головой, когда рот и гортань находятся как бы на одной прямой. Прекращать оральный секс при возникновении рвотного рефлекса не следует. Для устранения рефлекса достаточно сделать несколько глотательных движений, которые часто входят в программу стимуляции пениса при оральной активности «глубокая глотка».

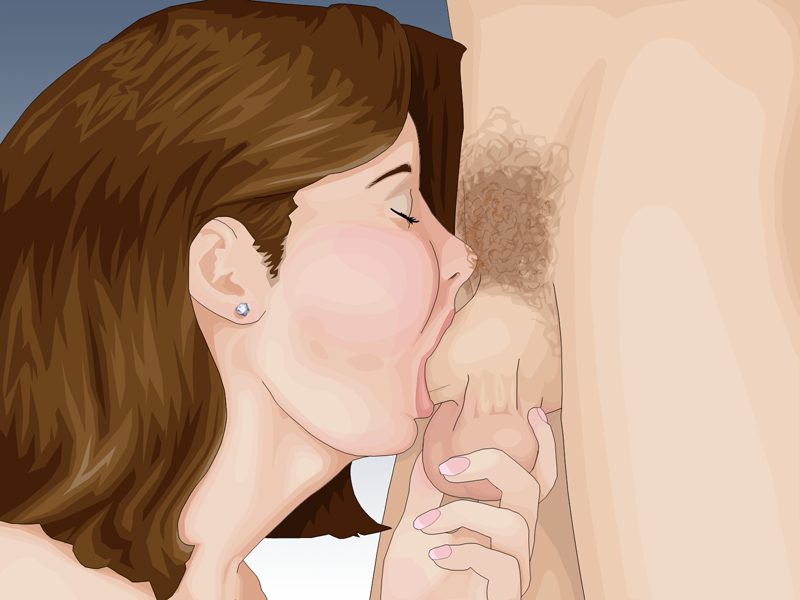
Женщина, выполняющая фелляцию горлом

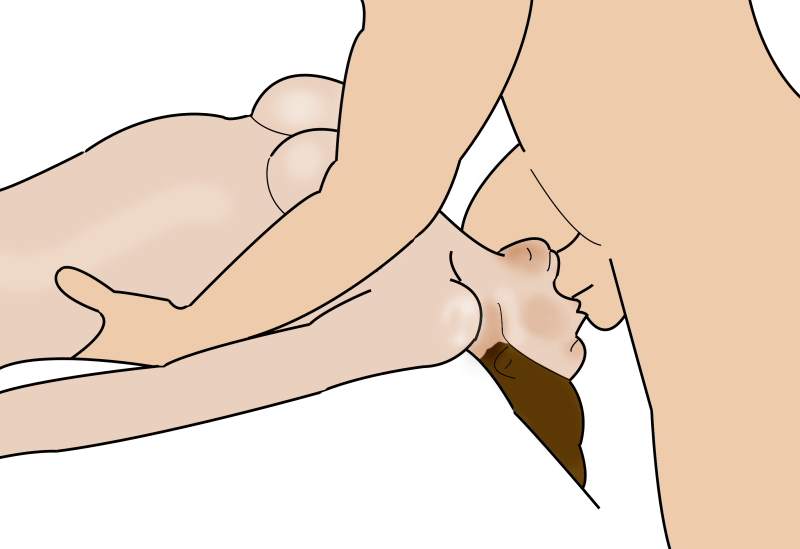
При иррумации голова женщины неподвижна

## Упоминания в литературе
Когда губы женщины добрались до основания его члена, он стал ощущать движения её горла. Волны блаженства, пробегавшие по его телу, стали мощнее, и в то же время он чувствовал, как его баюкает подводное течение; мгновенный жар охватил его. Стенки её горла мягко сжались, и вся её энергия разом сосредоточилась в члене. Оргазм исторг у него вопль; никогда в жизни он не испытывал подобного наслаждения.— (Мишель Уэльбек. Элементарные частицы)

## Упоминания в кино
Данный сексуальный акт получил большую популярность после выхода в США фильма «Глубокая глотка» в 1972 году с Линдой Лавлейс в главной роли. Данная практика активно применяется в порнографии и среди людей с конца 1990-х и по сегодняшний день.